# Brama dziedzinowa
Brama dziedzinowa (także tematyczny system hipertekstowy lub brama tematyczna – ang. subject gateway) – rodzaj katalogów stron WWW, które stosują sformalizowane kryteria selekcji i oceny jakości stron internetowych włączanych do kolekcji oraz opracowane lub adaptowane zasady katalogowania. Głównym celem pracy nad tego rodzaju serwisami informacyjnymi było przygotowanie wiarygodnych źródeł informacji o zasobach sieciowych, które mogły być wykorzystane na potrzeby instytucji z sektora szkolnictwa, szczególnie wyższego. Systemy te powstawały więc najczęściej przy bibliotekach akademickich lub instytucjach związanych ze szkolnictwem wyższym.

## Historia
Pierwsze bramy dziedzinowe są związane z projektem badawczym Dostęp do zasobów sieciowych, realizowanego w latach 1994–2001 w ramach programu eLib – The Electronic Libraries Programme. Przyczynił się on do powstania 60 projektów o charakterze bram dziedzinowych.

## Wyszukiwanie informacji
Wyszukiwanie informacji w takich bramkach przypomina używanie wyszukiwarki internetowej. Po wpisaniu interesującego użytkownika terminu, otrzyma on bezpośredni link do wybranej witryny lub serwisu. W wielu bramach można znaleźć interesujące informacje dzięki systemom hierarchicznej kategoryzacji.

## Bramy dziedzinowe o kontrolowanej jakości
Często spotyka się bramy dziedzinowe o kontrolowanej jakości ( (ang.) quality-controlled subject gateways). Od tradycyjnych odróżnia je stosowanie zbioru wskaźników jakościowych przy ocenie gromadzonych informacji. Wskaźniki te są nadawane przez oceniających dane specjalistów dziedzinowych, co pozwala użytkownikowi przeglądającemu zbiory wstępnie wyselekcjonować źródła wartościowe merytorycznie.

## Systemy klasyfikacji zasobów
Zasoby kataloguje się i opisuje według powszechnie stosowanych systemów klasyfikacyjnych używanych w bibliotekarstwie.

### Klasyfikacje biblioteczno-bibliograficzne
- Klasyfikacja Dziesiętna Deweya (stosowana najczęściej)
- Klasyfikacja Biblioteki Kongresu
- Uniwersalna klasyfikacja dziesiętna
- Göttinger Online Klassifikation
- Sveriges Allmänna Biblioteksförening
- Engineering Information Classification Codes
- Mathematics Subject Classification
- Nederlandse Basisclassificatie
- ACM Computing Classification System
- Klasyfikacja National Library of Medicine